# Mesophyllum simulans
Mesophyllum simulans (Foslie) M.Lemoine, 1928  é o nome botânico  de uma espécie de algas vermelhas  pluricelulares do gênero Mesophyllum, subfamília Melobesioideae.
- São algas marinhas encontradas em Israel, Arábia Saudita, Taiwan, Malásia, Filipinas, Micronésia e Samoa.

## Sinonímia
- Lithothamnion siamense f. simulans Foslie, 1901.
- Lithothamnion simulans (Foslie) Foslie, 1904.